# Tony Montana
Antonio "Tony" Montana är huvudfiguren i filmen Scarface, regisserad av Brian De Palma, från 1983. Rollen spelades av Al Pacino.

## Bakgrund
Tony Montana var kubansk politisk fånge, och son till Georgina "Mama Montana" Montana (Míriam Colón). Efter hans ankomst efter 5 år i fängelse, i Havanna, åker Tony och hans vän Manolo "Manny" Ribera (Steven Bauer) till Miami med båt som del av Marielkrisen. En månad efter att ha anlänt i Freedom town, ett uppehållsläger, lyckas Manny få ut sig, Tony och en annan fånge, Angel Fernandez (Pepe Serna) genom att döda en tidigare biståndsarbetare vid namn Emilio Rebenga (Roberto Contreras) under ett upplopp. Tony mördar mannen och släpps ut från lägret. De tar jobb på ett matstånd men slutar strax efter att ha fått ett jobb av två män som går ut på att sälja kokain till "Hector the Toad" och några andra colombianer på ett hotell. Affären spårar ut, och Angel Fernandez blir sågad i bitar, men Tony tar kokainet och sparar pengarna. Tony lämnar inte tillbaka pengarna och knarket till männen utan bestämmer sig för att ge dem till deras boss, Frank Lopez (Robert Loggia). De började sedan jobba åt Frank. Medan Tony blir rikare och mäktigare, börjar Lopez oroa sig för att få en tuff motståndare, skickar Lopez ut två lönnmördare för att döda Tony. Efter att ha blivit attackerad av männen går Tony till Lopez. Han kommer på att det var Lopez män, så han beordrar Manny att döda honom. Tony och Manny tar över hans knarkrike, och Tony gifter sig med Lopez' älskarinna Elvira Hancock (Michelle Pfeiffer).